# Nagycserkesz
Nagycserkesz is een plaats (község) en gemeente in het Hongaarse comitaat Szabolcs-Szatmár-Bereg. Nagycserkesz telt 1875 inwoners (2001).